# Jerzy Urban
Jerzy Urban, pierwotnie Jerzy Urbach (ur. 3 sierpnia 1933 w Łodzi, zm. 3 października 2022 w Piasecznie) – polski dziennikarz, publicysta, satyryk, pisarz i polityk.
W latach 1981–1989 rzecznik prasowy Rady Ministrów PRL, w tym okresie jeden z głównych autorów propagandy państwowej i cenzury. Od kwietnia do września 1989 minister-członek Rady Ministrów oraz przewodniczący Komitetu do spraw Radia i Telewizji „Polskie Radio i Telewizja”. W latach 1990–2023 redaktor naczelny tygodnika „NIE” i właściciel wydającej go spółki Urma.

## Życiorys

### Życie i działalność do 1989
Urodził się jako syn Jana Urbana, dziennikarza, członka Bundu i Polskiej Partii Socjalistycznej, współwłaściciela dziennika „Głos Poranny” oraz Marii z domu Brodacz (1900–1994). Urbachowie byli niereligijnymi i zasymilowanymi Żydami. Według Urbana jedna z jego babek była żydowką z Rosji.
Wczesne dzieciństwo spędził w Łodzi. Mieszkał przy ulicy Piotrkowskiej 134, w poprzecznej oficynie na pierwszym piętrze. Jesienią 1939 przeniósł się wraz z rodziną do Lwowa. Ojciec Jerzego otrzymał tam posadę inżyniera w Państwowym Instytucie Projektowania Miast. Cała rodzina przyjęła radzieckie obywatelstwo. Po ataku Niemiec na Związek Radziecki ukrywali się na Kresach Wschodnich. Początkowo przebywali w podolskiej wsi Budzanów koło Trembowli, później w Tarnopolu. Od 1944 mieszkali w Chełmie, potem w Lublinie. Do Łodzi wrócili na przełomie stycznia i lutego 1945.
Jerzy Urban uczęszczał do siedemnastu różnych szkół podstawowych i średnich, m.in. II Liceum Ogólnokształcącego im. Gabriela Narutowicza oraz III Liceum Ogólnokształcącego im. Tadeusza Kościuszki w Łodzi. W 1948 wstąpił do Związku Młodzieży Polskiej, gdzie stał się działaczem. Krótko przed maturą przeniósł się z rodziną do Warszawy. W 1951 ukończył w stolicy XIV Liceum Ogólnokształcące im. Stanisława Staszica.
W latach 1951–1954 studiował na Wydziale Dziennikarstwa Uniwersytetu Warszawskiego, jednak studiów nie ukończył.
Karierę dziennikarską rozpoczął w 1951 w czasopiśmie „Nowa Wieś”. W lipcu 1955 został dziennikarzem tygodnika „Po prostu”, a od stycznia 1956 kierownikiem działu politycznego. Po likwidacji tygodnika Urban dostał oficjalny zakaz publikowania pod swoim nazwiskiem. Od 1961 pracował w „Polityce”, gdzie kontynuował pisanie felietonów, lecz pod pseudonimami. Dzięki posiadanemu zmysłowi obserwacji celnie krytykował absurdy rzeczywistości lat 60. Za „niepokorność” został w 1963 objęty kolejnym zakazem pracy w dziennikarstwie. Pisywał później pod pseudonimami w „Polityce”. Po pewnym czasie Zenon Kliszko, będący ówczesną prawą ręką Gomułki, zezwolił mu podjąć pracę pod warunkiem nieujawniania się. Urban zaczął publikować w „Życiu Gospodarczym”, pod pseudonimem Jan Rem, który był później na stałe z nim związany. Zakaz pracy dziennikarskiej cofnięto Urbanowi oficjalnie po odejściu Władysława Gomułki od władzy. Zaczął pisać najpierw w czasopiśmie „Życie Gospodarcze”, a następnie ponownie w „Polityce”, gdzie mimo pozostawania bezpartyjnym awansował na kierownika działu krajowego.
Mimo licznych osobistych kontaktów z dawnym środowiskiem „Po prostu”, z którego wywodzili się działacze opozycyjni, oraz krytycznego stosunku do rządów Edwarda Gierka, był przeciwnikiem ruchu „Solidarności” w 1980 i w swoich felietonach w „Polityce” i „Tu i teraz” krytykował związkowych liderów (m.in. Lecha Wałęsę).

Jerzy Urban jako rzecznik prasowy Rady Ministrów, lata 80.

17 sierpnia 1981 został ogłoszony rzecznikiem prasowym rządu. Ustanowił tradycję cotygodniowych, trwających około jednej godziny konferencji prasowych, na które tłumnie przybywali zagraniczni i krajowi dziennikarze, i które były retransmitowane wieczorem w Telewizji Polskiej. Konferencje te były jednym z głównych narzędzi propagandowych rządu Wojciecha Jaruzelskiego i jego następców.
W lutym 1983 w poufnym liście do gen. Czesława Kiszczaka zaproponował utworzenie w Ministerstwie Spraw Wewnętrznych specjalnego pionu propagandowego, którego celem miałoby być m.in. „programowanie i realizacja czarnej propagandy” oraz „prowadzenie przemyślanej, zręcznej i stałej kampanii na rzecz zmiany obrazu Służby Bezpieczeństwa, Milicji Obywatelskiej i Zmotoryzowanych Odwodów MO w społeczeństwie i inicjowanie akcji tych służb dla ocieplenia ich wizerunku”, do którego polecał m.in. Mariusza Waltera, gdyż to „najzdolniejszy w ogóle redaktor telewizyjny w Polsce”. Ostatecznie ten specjalny pion propagandowy nie został powołany.
W marcu 1983 opublikował felieton oskarżający Maksymiliana Kolbego o bycie w okresie międzywojennym antysemitą. Artykuł wzbudził gwałtowny sprzeciw strony katolickiej. W sprawie owej publikacji Episkopat skierował protest do premiera gen. Wojciecha Jaruzelskiego, zaprotestował także Polski Związek Katolicko-Społeczny, a 17 posłów wystosowało interpelację sejmową w tej sprawie. Wicepremier Mieczysław Rakowski wyraził ubolewanie, że użyto „słów i określeń niestosownych, które mogą być odczute jako uwłaczające”. Jerzy Urban złożył wtedy na ręce gen. Jaruzelskiego dymisję motywując to faktem, że „nie chce stwarzać szefowi rządu dodatkowych kłopotów z drugorzędnych powodów, a jednocześnie nie może wyrzec się wyrażania swojej opinii”. Dymisja nie została przyjęta. Od tego momentu Urban przestał publikować felietony pod własnym nazwiskiem i zaczął publikację felietonów w piśmie „Tu i Teraz” pod pseudonimem „Jan Rem”. W tym samym roku brał udział w sterowanym przez komunistyczne służby medialnym tuszowaniu sprawy zabójstwa Grzegorza Przemyka.

#### Udział w nagonce na ks. Jerzego Popiełuszkę
Jak twierdzi Grzegorz Majchrzak, historyk Instytutu Pamięci Narodowej, Jerzy Urban odgrywał kluczową rolę w atakach propagandowych na ks. Jerzego Popiełuszkę i kreował negatywny wizerunek kapłana. Jako rzecznik prasowy rządu firmował politykę władz, a jednocześnie kryjąc się pod różnorakimi pseudonimami ostro atakował w prasie opozycję, udając niezależnego dziennikarza.
W grudniu 1983 w wyniku prowokacji Służby Bezpieczeństwa i podrzucenia do mieszkania Popiełuszki przy ulicy Chłodnej 15 w Warszawie nielegalnych ulotek, matryc i materiałów wybuchowych, kapłan został aresztowany oraz postawiono mu prokuratorskie zarzuty. Po wydarzeniu Urban zredagował spreparowany przez MSW artykuł pt. „Garsoniera obywatela Popiełuszki”, który ukazał się 27 grudnia 1983 na łamach Expressu Wieczornego i miał na celu zdyskredytowanie duchownego. Tekst wielokrotnie odczytywano w radiu, a jego skróconą wersję opublikowała Trybuna Ludu. W charakterze świadka był przesłuchiwany w śledztwie, którego przedmiotem było kierowanie zabójstwem ks. Jerzego Popiełuszki, gdzie zadano mu również pytania związane z „prowokacją na Chłodnej”. Nie udzielił on jednak żadnych istotnych informacji w tym zakresie.
We wrześniu 1984, na ponad miesiąc przed uprowadzeniem i zabójstwem ks. Jerzego Popiełuszki, ukazał się felieton Seanse nienawiści Jerzego Urbana, krytykujący duchownego i przedstawiający go jako Girolamo Savonarolę antykomunizmu. Urban pod pseudonimem „Jan Rem” nazwał odprawiane przez Popiełuszkę msze w kościele św. Stanisława Kostki w Warszawie seansami nienawiści, nawiązując ironicznie do sformułowania użytego przez George’a Orwella w antyutopii „Rok 1984”. Na jego felieton ks. Jerzy Popiełuszko odpowiedział cztery dni po publikacji, 23 września 1984, podczas niedzielnej mszy świętej dla środowisk medycznych, mówiąc:
„Pan Jan Rem, chociaż wszyscy wiemy, kto tchórzliwie kryje się pod tym pseudonimem, pozwolił sobie na bezkarne plucie w sposób wyjątkowo prymitywny na tysiące ludzi gromadzących się w powadze, aby modlić się za Ojczyznę. Nie zabierałbym głosu, gdyby to był paszkwil [przygotowany] na mnie osobiście. Kieruję się bowiem w życiu zasadą, że nikt nie jest w stanie mnie obrazić, ale czuję się w obowiązku zabrać głos, gdy ktoś ubliża społeczności kościelnej i wchodzi z brudnymi butami w sfery misterium Kościoła, ofiary Mszy Świętej. Już samo nazywanie liturgii Mszy Świętej, cytuję: „seansem nienawiści” (gdy nieustannie mówi się o miłości nawet nieprzyjaciół takich jak pan Rem), „sesją politycznej wścieklizny”, „czarną mszą i zbiorową histerią”, świadczy wystarczająco o tym, że autor paszkwilu jest gorliwym sługą szatana, ojca nienawiści”.
2 grudnia 1984 został umieszczony na tzw. Liście Kisiela.
Nie zaprotestował przeciwko nagonce Ministerstwa Spraw Wewnętrznych, kierowanego przez gen. Czesława Kiszczaka na osoby homoseksualne w latach 80. W 1986 pytany o akcję „Hiacynt” w wywiadzie dla amerykańskiej prasy zaprzeczył, jakoby kiedykolwiek miała ona miejsce.
W kwietniu 1989 został powołany na ministra-członka Rady Ministrów, sprawował jednocześnie funkcję przewodniczącego Komitetu do Spraw Radia i Telewizji „Polskie Radio i Telewizja”, potocznie nazywanego Radiokomitetem (do września), a następnie dyrektora-redaktora naczelnego niewielkiej agencji prasowej „Krajowa Agencja Robotnicza” (przemianowanej na Unia-Press, rozwiązanej w 1993) i równocześnie przygotowywał się do rozpoczęcia prywatnej działalności wydawniczej. W 1989 złożył podanie o przyjęcie do Polskiej Zjednoczonej Partii Robotniczej, ale podania tego nie rozpatrzono przed rozwiązaniem tej partii. Według niektórych źródeł był członkiem PZPR w latach 1989–1990.
W lipcu 1989 po ujawnieniu zwłok związanego z opozycją antykomunistyczną, księdza Sylwestra Zycha, pracownik TVP w Gdańsku, Witold Gołębiowski, miał na osobiste polecenie Urbana udać się do Krynicy Morskiej i nakręcić reportaż „o księdzu, który się zapił na śmierć” oraz nagrać wypowiedzi świadków.

### Życie i działalność (1989-2022)
W wyborach parlamentarnych w 1989 startował do Sejmu jako kandydat niezależny z okręgu Warszawa-Śródmieście, do którego spływały głosy Polaków z placówek dyplomatycznych. Ostatecznie zdobył 34 000 głosów, przegrywając z Andrzejem Łapickim popieranym przez Komitet Obywatelski przy Lechu Wałęsie. Od tamtego czasu nigdy już nie próbował być czynnym politykiem.
W latach 1990–1999 był członkiem Socjaldemokracji Rzeczypospolitej Polskiej, zaś w latach 1999–2004 członkiem Sojuszu Lewicy Demokratycznej. W 1990 został redaktorem naczelnym założonego przez siebie tygodnika satyrycznego „Nie”, który szybko zdobył szerokie grono czytelników. Czasopismo to do 2002 było dość ściśle związane ze środowiskiem SLD, natomiast po 2002 zaczęło coraz silniej krytykować rząd Leszka Millera i prezydenturę Aleksandra Kwaśniewskiego, oskarżając obydwu o zdradę lewicowych ideałów i dopuszczenie do gigantycznego poziomu korupcji w Polsce.
W 1992 w tygodniku „Nie” opublikował akta Ministerstwa Bezpieczeństwa Publicznego z 1949 na temat tajnego współpracownika o kryptonimie „Zapalniczka”. W gazecie znalazła się informacja, że mógł być nim Zdzisław Najder. Po czterech latach procesu sądowego sąd pierwszej instancji skazał Jerzego Urbana na rok więzienia w zawieszeniu. Po apelacji sprawa wróciła do prokuratury i w 1997 sprawę ostatecznie umorzono.
W 1990 roku Jerzemu Urbanowi zarzucono rozpowszechnianie pornografii w drugim numerze Nie. Na ostatniej stronie tygodnika ukazało się zdjęcie przedstawiające parę w basenie, na którym była widoczna wagina. Zdjęcie, z podpisem: Dziewczyna „Nie”. Cena: 18 lat alimentów albo 2 lata więzienia, stanowiło komentarz wobec dyskusji nad prawem kobiet do aborcji. Pod koniec 1990 roku prokurator generalny Aleksander Bentkowski poinformował, że podjęto działania w celu wykazania, czy możliwe jest wytoczenie Jerzemu Urbanowi procesu o szerzenie pornografii. Sąd rejonowy umorzył sprawę po wycofaniu przez prokuraturę oskarżenia. Jerzy Urban odwołał się do decyzji sądu tłumacząc, że domaga się uniewinnienia, a nie umorzenia sprawy. Odbyły się dwie rozprawy, podczas drugiej zeznania złożyli zaproponowani przez Urbana biegli – dziennikarze Krzysztof Teodor Toeplitz i Zygmunt Kałużyński. Opinię dla śledczych wydał seksuolog Zbigniew Lew-Starowicz. Stwierdził on, że według klasyfikacji amerykańskiej zdjęcie przedstawia typ pornografii łagodnej. Podczas rozprawy prokuratora ponownie umorzyła sprawę. Na mocy wyroku sądu z 16 lipca 1990 roku Urban został uniewinniony.
W 2003 zeznawał przed sejmową komisją śledczą w sprawie afery Rywina, oskarżając publicznie Leszka Millera o tolerowanie korupcji w jego bezpośrednim otoczeniu, co wywołało spore zaskoczenie i oskarżenia o zdradę środowiska SLD. O aferze wiedział przed jej ujawnieniem, poinformował go o niej Adam Michnik.
W 2012 roku zaczął występować na oficjalnym kanale „Nie” w serwisie YouTube. Obsługą kanału na YouTube zajęła się Marta Miecińska, pasierbica Urbana.
Zmarł 3 października 2022 w wieku 89 lat. 11 października 2022 został pochowany w grobie rodzinnym na cmentarzu Wojskowym na Powązkach w Warszawie (kwatera A 3 Tuje-1-48). Pogrzeb miał charakter świecki.

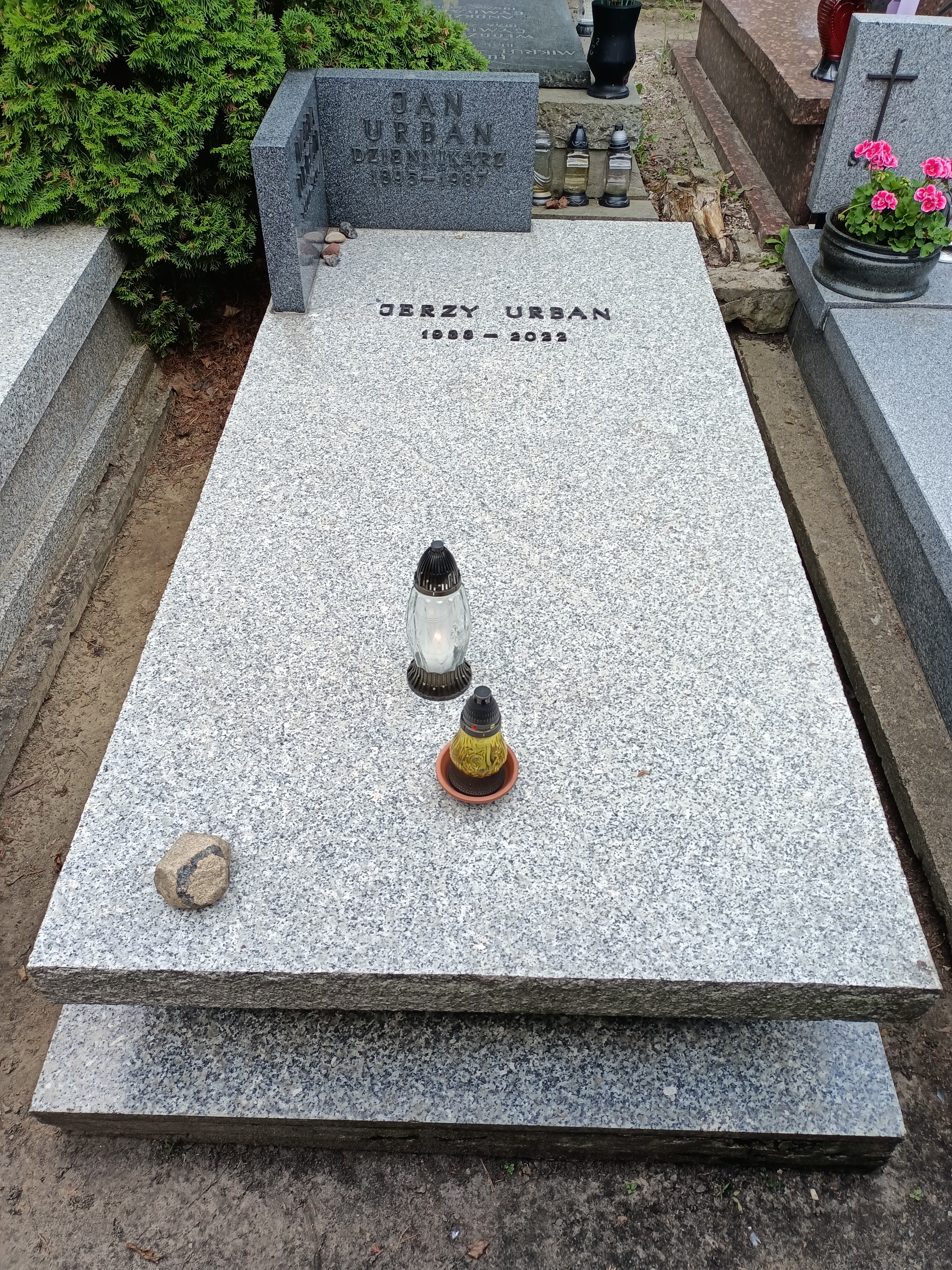
Grób Jerzego Urbana na cmentarzu Wojskowym na Powązkach w Warszawie

Po śmierci Urbana, wicenaczelny tygodnika „Nie” Przemysław Ćwikliński w listopadzie 2022 poinformował, że zmarły Urban pozostanie redaktorem naczelnym czasopisma. Formalnie przestał posiadać ten tytuł w maju 2023, kiedy redaktorem naczelnym został Waldemar Kuchanny. Ogłoszono wówczas, że Urban będzie posiadał od tej chwili tytuł honorowego redaktora naczelnego tygodnika „Nie”.

## Kontrowersje
W 2015 i 2017 był gościem programu Skandaliści emitowanego na antenie Polsat News. Podczas pierwszej wizyty w programie wystąpił w stroju biskupa, a także zapalił papierosa na antenie. Po emisji odcinka do Krajowej Rady Radiofonii i Telewizji wpłynęły liczne skargi. Program został czasowo zdjęty z anteny, a zastępca dyrektora kanału Polsat News został zawieszony w pełnieniu obowiązków. Urbanowi zdarzało się używać wulgarnego języka podczas publicznych wystąpień na antenie.

## Procesy sądowe

### „Goebbels stanu wojennego”
W 1992 senator Ryszard Bender (ZChN) nazwał Jerzego Urbana „Goebbelsem stanu wojennego” w programie telewizyjnym Dekomunizacja po polsku. Urban wytoczył wówczas proces przeciwko Benderowi o ochronę dóbr osobistych, żądając przeprosin. Bender twierdził, że miał na myśli styl propagandy uprawiany przez obie postacie, a nie zbrodnie Goebbelsa. Po długotrwałym procesie, w którym pierwsze orzeczenie było korzystne dla Bendera, drugie – dla Urbana, powództwo Urbana zostało oddalone prawomocnym wyrokiem Sądu Apelacyjnego w Lublinie w październiku 2004 roku. W grudniu 2005 roku Sąd Najwyższy oddalił kasację Urbana od wyroku, kończąc ostatecznie sprawę. Było to jednoznaczne z uznaniem, że Bender nie naruszył dóbr osobistych Urbana porównując go do Goebbelsa w zakresie stylu uprawianej propagandy.

### Proces o obrazę Jana Pawła II
W 2002 Urban został oskarżony o obrazę Jana Pawła II jako głowy państwa watykańskiego w związku z publikacją w „NIE” artykułu Obwoźne sado-maso. Artykuł ukazał się przed pielgrzymką papieża do Polski. Urban nazwał papieża sędziwym bożkiem, gasnącym starcem, Breżniewem Watykanu i żywym trupem. Doniesienie do prokuratury złożyły Forum Młodych PiS oraz Rada Etyki Mediów. Przed sądem świadek Magdalena Bajer, przewodnicząca Rady Etyki Mediów stwierdziła, że zawiadomiono prokuraturę, ponieważ uznano, że Urban brutalnie naśmiewa się z cierpienia człowieka będącego jednocześnie głową państwa.
Proces był precedensowy. Urban nie przyznał się do winy. W czasie procesu stwierdził: Spoglądanie na kult papieża okiem ateisty jest równie zgodne z prawem jak ekstaza dewotek. W obronie Urbana wystąpiły m.in. Międzynarodowy Instytut Prasy w Wiedniu, obawiając się, że proces przeciwko Urbanowi to forma cenzury oraz Reporterzy bez Granic uzasadniając to słowami: Wiemy doskonale, że krytykowanie papieża Jana Pawła II jest w Polsce absolutnym tabu, ale to nie powinno przeszkadzać władzom w zastosowaniu się do zasad prawnych, odnoszących się do wolności prasy w Europie (zwłaszcza artykułu 10. Europejskiej Konwencji Praw Człowieka, odnoszącego się do wolności wypowiedzi). Z kolei specjalista prawa kościelnego ks. prof. Florian Lempa stwierdził, że Urban nie popełnił zarzucanego mu przestępstwa, ponieważ głowa państwa podlega ochronie prawnej wtedy, gdy przebywa na terenie danego kraju, artykuł zaś opublikowano przed przyjazdem papieża do Polski. Ponadto Urban miał prawo do swojego punktu widzenia, a satyra jest dopuszczalna. Dodał, że artykuł był skierowany do otoczenia papieża, które próbuje wykorzystywać Jana Pawła II, a nie do niego samego.
Prokuratura wnosiła o 10 miesięcy więzienia w zawieszeniu na trzy lata i 20 tys. zł grzywny. 25 stycznia 2005 sąd uznał Urbana za winnego zarzucanego czynu i skazał na grzywnę 20 tys. zł. Jerzy Urban świadomie wywołał skandal, publikując artykuł o Janie Pawle II w czasie, gdy papież przyjechał do Polski – argumentował sąd. Zdaniem sądu publikacja była świadomym i taktycznym posunięciem oraz zamierzoną prowokacją Jerzego Urbana, inaczej nie wywołałaby tak gwałtownych protestów i oburzenia. Sąd podkreślił, że dozwolona krytyka nie musi być przyjemna, ale nie może mieć charakteru znieważającego. Po ogłoszeniu wyroku Urban powiedział, że wyrok świadczy o sklerykalizowaniu wymiaru sprawiedliwości. Dodał, że nie liczy na powodzenie apelacji. Złożył odwołanie do Europejskiego Trybunału Praw Człowieka z pominięciem polskiego Sądu Najwyższego. Jak wyjaśnił Omijam tylko kasację, ponieważ dotyczy nieprawidłowości procesowych i proceduralnych oraz niewłaściwego zastosowania prawa. Mówiąc krótko – dotyczy spraw formalno-procesowych, a nie meritum sprawy. Mnie chodzi o to, żeby uzyskać strasburski wyrok dotyczący tego, że wolno kpić z papieża, a nie tego, że proces był niewłaściwie prowadzony.
Skarga Urbana do Trybunału w Strasburgu została przyjęta, lecz nie została rozpatrzona, ponieważ nie wyczerpał on dostępnych środków odwoławczych w Polsce i nie zaskarżył do Trybunału Konstytucyjnego przepisu, na podstawie którego został skazany. W lutym 2011 Trybunał oddalił skargę Urbana.

### Proces o znieważenie uczuć religijnych
W lipcu 2013 został oskarżony przez Prokuraturę Rejonową Warszawa-Mokotów w Warszawie o obrazę uczuć religijnych poprzez okładkę swojego tygodnika wydanego w sierpniu 2012. Urban określił akt oskarżenia jako „szczyt idiotyzmu”. W październiku 2018 sąd pierwszej instancji skazał go na zapłacenie 120 tys. zł grzywny. W marcu 2019 Sąd Okręgowy w Warszawie uchylił wyrok pierwszej instancji i skierował sprawę do ponownego rozpatrzenia. W październiku 2020 Sąd Rejonowy dla Warszawy-Mokotowa w Warszawie nieprawomocnie uniewinnił Urbana z zarzucanych mu czynów. W lutym 2021 został prawomocnie uniewinniony od zarzucanych mu czynów. W grudniu tego samego roku prokurator generalny i minister sprawiedliwości Zbigniew Ziobro wniósł skargę nadzwyczajną w tej sprawie, domagając się jej ponownego rozpatrzenia.

## Stan majątkowy
Ponad 80% jego dochodów pochodziło z inwestycji na rynku kapitałowym (ulokował ok. 40 mln zł głównie w obligacjach IKEA, Ford Motor Company oraz polskiego i węgierskiego rządu). W 2003 zarobił – łącznie z dochodami poza spółką Urma – ok. 6 mln zł netto. W 2004 roku oszacowano jego majątek na 120 milionów złotych. W 2004 roku w tygodniku „Wprost” zajął 98. miejsce wśród 100 najbogatszych Polaków.

## Życie prywatne
Deklarował się jako ateista. Pierwszą żoną Urbana była dziennikarka Wiesława Grochola (1932–2018), z którą wziął ślub w 1957. Małżeństwo rozpadło się po 11 latach. Kolejny związek małżeński zawarł z Karyną Andrzejewską w 1972. Ostatnią żoną, aż do śmierci Urbana była Małgorzata Daniszewska (1951–2023), dawniej redaktorka naczelna miesięcznika „Zły”, później wydawczyni i redaktorka naczelna czasopisma „Art & Business”. Mieszkali w Konstancinie-Jeziornie. Miał córkę z pierwszego małżeństwa, Aleksandrę Magdalenę (ur. 1958) i dwójkę wnuków.

## Książki
Napisał ponad 20 książek, m.in.:

- 1964: Widzewski królik jako Andrzej Izerski[90]
- 1974: Impertynencje
- 1974: Wszystkie nasze ciemne sprawy
- 1975: Grzechy chodzą po ludziach
- 1981: Romanse
- 1983: Samosądy
- 1984: Felietony dla cudzych żon (jako Jan Rem)
- 1984: Samosądy II (jako Jan Rem)
- 1986: Felietony z pieprzem i solą (jako Jan Rem)
- 1988: Jakim prawem. Historyjki sensacyjne.
- 1988: Rozkosze podglądacza
- 1988: Valogatott (wybór felietonów w języku węgierskim, tł. Szabelcs Szilagyi)
- 1989: Cały Urban
- 1990: Alfabet Urbana
- 1990: Opowieści Jerzego Urbana Kibica
- 1991: Prima Aprilis towarzysze!
- 1992: Jajakobyły
- 1996: Klątwa Urbana
- 2000: Druga klątwa Urbana

Największą poczytnością cieszył się Alfabet Urbana, będący odpowiedzią na książkę Stefana Kisielewskiego Abecadło Kisiela. Wydano też pięć książek o Urbanie, z których jedną napisała Anna Bojarska, inną zaś Karyna Andrzejewska – jego druga żona.

## Filmografia
Napisał trzy scenariusze, na podstawie których powstały krótkometrażowe filmy fabularne: Ortalionowy dziadek (1968), Otello z M-2 (1968) i Sekret (1973). Na podstawie jego felietonów pisanych pod pseudonimem Jerzy Kibic w piśmie „Kulisy” powstał film nowelowy Obrazki z życia (1976).
Obsada aktorska:
- 2015: Disco polo  jako więzień[95]
- 2010: MC. Człowiek z winylu jako on sam[96]
- 2008: Gry wojenne jako on sam
- 1991: Kurier nadziei jako on sam
- 1990: Wybór Polski jako on sam

## Ordery i odznaczenia
- Krzyż Oficerski Orderu Odrodzenia Polski[97]
- Złoty Krzyż Zasługi[97] (1977, przyznany z okazji 20-lecia „Polityki”)
- Order Sztandaru Pracy II klasy[98]
- Złota odznaka Stowarzyszenia Dziennikarzy PRL (1987)[99]
- Złota odznaka "Za zasługi dla dziennikarstwa" (1985)[100]
- Order Cyryla i Metodego[98] (Bułgaria)